# 2-й провулок Гоголя (Київ)
2-й провулок Гоголя — провулок в Дарницькому районі Києва, селище Бортничі. Пролягає від вулиці Гоголя до кінця забудови.

## Історія
Провулок винник у XX столітті, названа на честь російського письменника українського походження Миколи Гоголя.